# 李楫 (嘉靖進士)
李楫（1512年—？年），字濟川，陝西寧羌衛軍籍，治《禮記》。九月二十七日生，行一。明朝政治人物，同進士出身。

## 生平
由漢中府學生中式嘉靖十六年（1537年）丁酉科陝西鄉試第四十四名舉人，年三十歲中式嘉靖二十年（1541年）辛丑科會試第一百五十五名，第三甲第一百一十五名進士。官郎中。

## 家族
曾祖李德明，壽官；祖李琮，縣主簿；父李暘；母何氏。具慶下，妻馬氏，弟栒；棟；棐；橋；梅；櫆；柯；楠。